# Some Girls (film)
Pour les articles homonymes, voir Some Girls.
Pour plus de détails, voir Fiche technique et Distribution.
Some Girls ou Les Trois Grâces et Moi est une comédie dramatique américaine réalisée par Michael Hoffman, sortie en 1988. Le film a par ailleurs été projeté, en compétition, au Vancouver International Film Festival la même année, où il a remporté un prix. Il met en scène un étudiant, interprété par Patrick Dempsey, qui rend visite à sa copine, Gabriella, au Canada. Durant son voyage, il va faire la connaissance de la famille de Gabriella, interprétée par Jennifer Connelly, mais cette dernière lui annoncera qu'elle ne l'aime plus.
Entièrement tourné au Canada, à Montréal et à Québec, au Québec, Some Girls est le quatrième film de Michael Hoffman, après Privileged (1982), Restless Natives (1985) et Promised Land (1988), quatre films qui ne reçurent pas le succès escompté lors de leur production. En effet, outre ses trois premiers films, Some Girls est tant rejeté par le public que par la critique. Néanmoins, il a reçu le prix du film le plus populaire au Vancouver International Film Festival.

## Synopsis
Michael (Patrick Dempsey), un étudiant, rend visite à la famille de sa petite amie, Gabriella (Jennifer Connelly), lors des fêtes de Noël, à la ville de Québec au Canada. Quand il arrive, cette dernière lui annonce qu'elle ne l'aime plus. De plus, sa famille lui parait extrêmement étrange : son père est un écrivain qui passe la plupart de son temps à sa balader dans la maison, nu ; sa grand-mère (Granny) met sur son dos la mort de son époux ; ses deux sœurs lui vouent un grand intérêt ; et Granny s'échappe de l'hôpital pour aller se cacher dans sa maison, dans les bois. La famille de Gabriella la suivra dans son périple. Michael se retrouve seul dans tout ce remue ménage.

## Fiche technique
- Titre original : Some Girls
- Titre québécois : Les Trois Grâces et Moi
- Réalisation : Michael Hoffman
- Scénario : Rupert Walters
- Production : Robert Redford et Rick Stevenson
- Société de production et de distribution : Metro-Goldwyn-Mayer
- Musique : James Newton Howard
- Photographie : Ueli Steiger (en)
- Montage : David Spiers
- Décors : Eugenio Zanetti
- Costumes : Jean-Baptiste Tard
- Pays d'origine : États-Unis
- Langue : anglais
- Format : Couleurs - 1,85:1 - Dolby - 35 mm[2]
- Genre : Comédie dramatique, romance
- Durée : 104 minutes[1]
- Date de sortie : 9 septembre 1988
- Lieux de tournage : Montréal (Québec)[3]

## Distribution
- Patrick Dempsey (VF : Jérôme Berthoud) : Michael
- Jennifer Connelly (VF : Barbara Tissier) : Gabriella
- Sheila Kelley (VF : Christiane Jean) : Irenka
- Lance Edwards (VF : Emmanuel Jacomy) : Nick
- Lila Kedrova (VF : Lita Recio) : Granny
- Florinda Bolkan (VF : Ginette Pigeon) : Madame D'Arc
- Andre Gregory (VF : Jacques Ciron) : Monsieur D'Arc
- Ashley Greenfield : Simone
- Jean-Louis Millette (VF : Michel Modo) : Père Walter
- Sanna Vraa : Granny (jeune)
- Harry Hill : Oncle Danny

## Autour du film

### Réception publique
Ce film, malgré un vif succès lors de sa présentation au Festival international de Vancouver, n'a pas remporté un grand succès auprès du public. En effet, sa recette brut est de seulement 401 421 $. Il est classé 201e film de l'année 1988.
Some Girls est le quatrième film en tant que réalisateur de Michael Hoffman. Il avait précédemment tourné Privileged en 1982, Restless Natives en 1985 et enfin Promised Land en 1988. Ses trois précédents films n'avaient, eux aussi, reçu qu'un succès limité. Pourtant, à l'instar de Promised Land, Some Girls bénéficiait d'une projection dans un festival international, dans lequel il avait été primé de surcroit. Le réalisateur poursuivra sa carrière avec La télé lave plus propre (Soapdish) en 1991, film qui, en plus d'être nommé au Golden Globe Award, sera le premier succès public et critique du réalisateur, dont les bénéfices s'élèvent à 36 489 888 $.

### Réception critique
Plus loin que la réception publique, la réception critique a été, en général, mauvaise. Considérée de « comédie loupée » par le Washington Post, durant laquelle le « spectateur s'ennuie », voici deux des critiques ayant été publiées au propos de Some Girls.
La critique qu'a écrite Rita Kempley dans le Washington Post :

« Some Girls, une comédie loupée sur « le pouvoir subtil que les filles possèdent et exercent avec une horrifiante grâce ». […] Atteindre la majorité n'est pas une mince affaire si cela vous arrive. Mais cela mérite-t-il du Botticelli, du Faulkner et des scènes reprises de Parsifal ? Oui, si vous allez à Oxford et si vous prenez trop de cours facultatifs. »

Et, enfin, la critique de David Nusair publiée dans le Reel Film Reviews :

« Original sur le plan de la distraction, Some Girls suit l'histoire d'un étudiant flagorneur universitaire. […] Le refus du scénariste Rupert Walter d'infuser la rupture entre Gabriella et Michael, sans aucune authenticité, donne au film une espèce de vibration interminable, et le spectateur — qui doit faire face à une caricature ridicule qu'est la famille de Gabriella — s'ennuie et se sent forcé de trouver une nouvelle manière de s'amuser durant le reste du film. »

### Bande originale

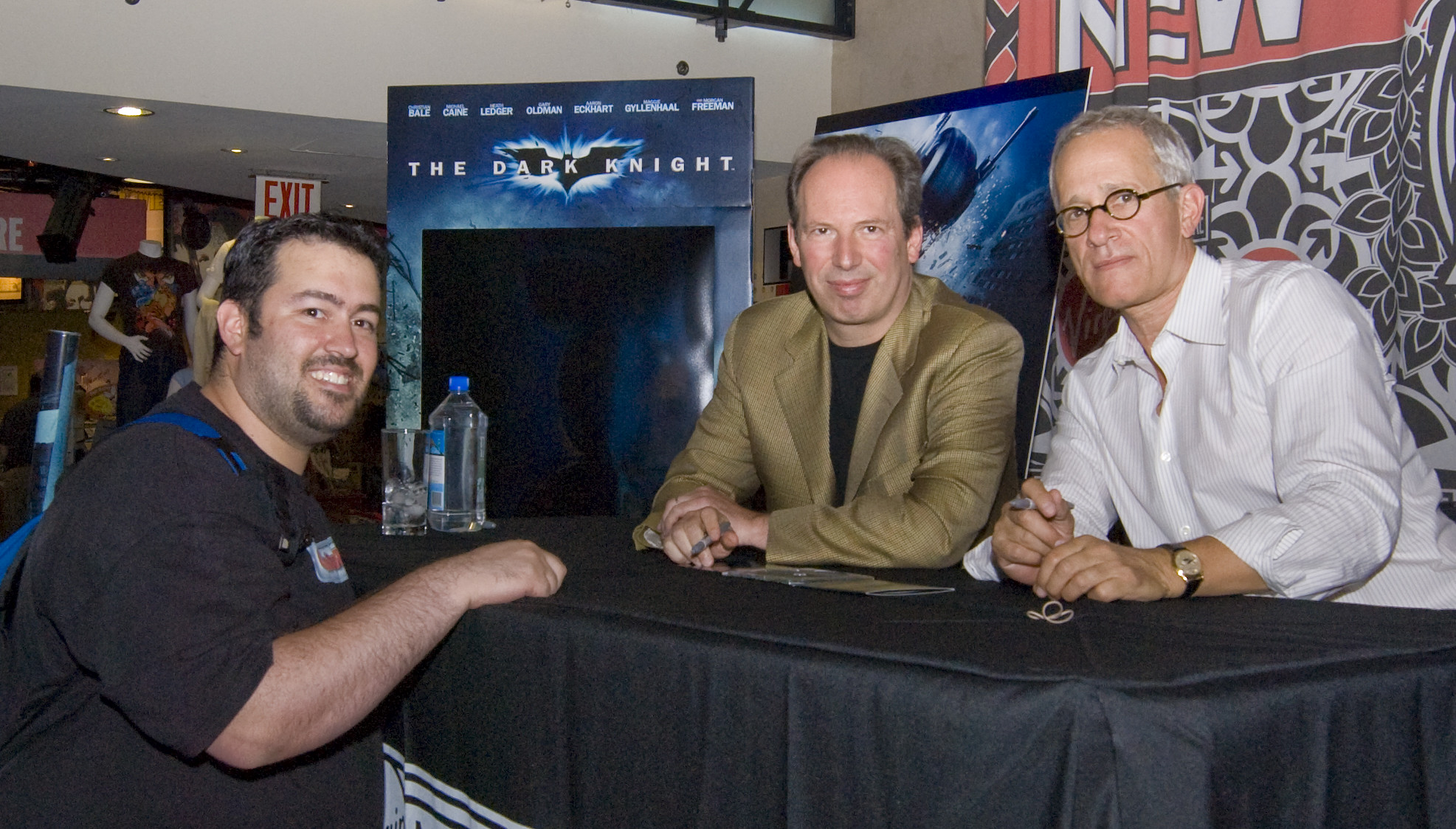
James Newton Howard (à droite) et Hans Zimmer

Après avoir composé la musique de Promised Land, James Newton Howard décide de collaborer à nouveau avec Michael Hoffman, pour lequel il compose la musique de Some Girls. C'est le début de leur collaboration puisqu'ils travailleront, ensemble, par la suite, sur Le Don du roi (1995), Un beau jour (1996) et sur The Emperor's Club (2002).
La bande originale de Some Girls n'a toutefois jamais été distribuée. Il est néanmoins possible d'entendre ces cinq chansons, en tant que musique additionnelle, durant le film :
1. 4 Tomorrow : Tonight Tonight
2. 4 Tomorrow : It Just Gets Better
3. Julia Fordham : Comfort of Strangers
4. Ziggy Marley : Lee & Molly
5. Lucienne Boyer : Parlez-moi d'amour

## Distinctions
- 1988 : Au Vancouver International Film Festival, Prix du film le plus populaire[13]